# 出血性梗塞
出血性梗塞（しゅっけつせいこうそく）とは、脳梗塞の合併症の一つである。
血栓性脳梗塞や心原性塞栓性脳梗塞において塞栓子が融解や遠位側へ移動することによって壊死組織に血流が再開通することがある。壊死組織では血管壁の透過性が上昇しているため、再開通を機に血管性浮腫が増悪したり、あるいは梗塞により脆くなった血管壁があると、そこから出血がおこることがある。これを再灌流障害という。出血が起こった場合を出血性梗塞という。
出血性梗塞は急性期の再灌流傷害時（目安として2～5日）と発症2週間後以降の側副血行路により血液供給が行われる時期や、血管が新しく作られる際に起りやすいとされている。発症直後の出血性梗塞は虚血強度が強く、再開通しやすい塞栓性梗塞と頻度が高い。出血量も大量なことが多く、神経症状を増悪させ脳梗塞の予後不良因子の一つである。発症第一日で出血性梗塞が発症することは稀であり、病歴の聴取が非常に重要となる。また、再開通後に高血圧が続いたり、心原性脳塞栓症で抗凝固薬を投与していたりしているような場合には、大出血を起こすおそれがある。 
亜急性期には梗塞巣内部や大脳皮質、脳回表面に小さな出血を認めることがある。T2*で低信号で検出される。ラクナ梗塞では抗血小板薬使用の際に判断基準となる重要な所見である。
中大脳動脈水平部（M1）の塞栓性閉塞再開通後に合併する外側線条体動脈領域の出血性梗塞では高血圧性の被殻出血と鑑別になる。特に、皮質枝領域が梗塞に陥らなかった場合は鑑別が難しくなる。

## 分類
| 分類                     | 内容                                                                              |
| ------------------------ | --------------------------------------------------------------------------------- |
| 出血性梗塞タイプ1（HI1） | 梗塞辺縁部に沿った小さな点状出血                                                  |
| 出血性梗塞タイプ2（HI2） | 梗塞領域内にありmass effectはない融合性点状出血                                   |
| 実質性出血タイプ1（PH1） | 軽度のmass effectを伴う。梗塞領域の30％以内の血腫                                 |
| 実質性出血タイプ2（PH2） | 明らかなmass effectを伴う。梗塞領域の30％を超える、もしくは梗塞巣から外れる血腫。 |

PH2は早期神経学的悪化のリスクおよび3カ月以内の死亡リスクが著明に増加することが知られている。

## 脳ヘルニア
テント上に病変がある場合とテント下に病変がある場合で異なる。

### テント上に病変がある場合
テント切痕ヘルニアと帯状回ヘルニアが知られている。テント切痕ヘルニアには鉤ヘルニアと中心型ヘルニアがある、
中心型ヘルニア（テント切痕ヘルニア）
テント上病変が両側性であったり、中心部に近いところにある場合にみられる。両側性に大脳半球や基底核から下方への力が働くことで視床や中脳が下方に偏倚し、両側側頭葉内側部がテント切痕でヘルニアを起こして中脳が圧迫される。
| 病期   | 瞳孔                                     | 対光反射 | 呼吸                   |
| ------ | ---------------------------------------- | -------- | ---------------------- |
| 間脳期 | 両側縮瞳                                 | 保たれる | チェーンストークス呼吸 |
| 中脳期 | 両側中等大                               | 消失     | 過換気呼吸             |
| 橋期   | 両側強度縮小（この時期がないこともある） | 消失     | 浅く速い呼吸の持続     |
| 延髄期 | 両側散大（瞳孔不同あることも多い）       | 消失     | 失調性呼吸             |

鉤ヘルニア（テント切痕ヘルニア）
鉤ヘルニアはテント上病変が片側性の時に、病変側の鉤回や海馬回がテント切痕部から下方にヘルニアを起こす。このヘルニアによって病変側の動眼神経と大脳脚が圧迫されさらにテント切痕部で病変側の後大脳動脈が圧迫され、後頭葉に梗塞が生じる。初期には動眼神経の圧迫で病変側の散大と対光反射の減弱から始まる。中脳の圧迫が生じると意識障害、病変側の瞳孔散大、反対側の除脳硬直肢位という鉤ヘルニアの3徴が認められる。さらにヘルニアがすすむと瞳孔は両側散大する。その後の経過は中心型ヘルニアと同様である。
| 病期   | 瞳孔                                     | 対光反射       | 呼吸               |
| ------ | ---------------------------------------- | -------------- | ------------------ |
| 初期   | 病変側散大                               | 散大瞳孔は減弱 | 初期は正常         |
| 中脳期 | 両側中等大                               | 消失           | 過換気呼吸         |
| 橋期   | 両側強度縮小（この時期がないこともある） | 消失           | 浅く速い呼吸の持続 |
| 延髄期 | 両側散大（瞳孔不同あることも多い）       | 消失           | 失調性呼吸         |

帯状回ヘルニア
左右の大脳半球に圧格差が生じた結果、大脳鎌の下方から帯状回が反対側にヘルニアを起こす

### テント下に病変がある場合
後頭蓋窩はテント上に比べると容積が小さいため、それほど大きくない出血や腫瘍でもヘルニアに至ることがあるため注意が必要である。
大後頭孔ヘルニア
小脳扁桃が大後頭孔から嵌入して延髄を圧迫し、呼吸障害、意識障害をきたして直ちに死に至る。
上向性テント切痕ヘルニア
小脳上部がテント切痕から上方へヘルニアをおこし中脳を圧迫する。致死的である。

## 出血性梗塞の対応
抗凝固療法中の場合は一週間の抗凝固療法の中止を行う場合が多い。しかし3日の中止後抗凝固療法の開始が可能であるという報告もありコンセンサスは得られていない。